# Петрич, Якша
Якша Петрич (хорв. Jakša Petrić; 11 июля 1922, Постира, остров Брач, Королевство сербов, хорватов и словенцев — 1993, Загреб, Хорватия) — югославский дипломат и государственный деятель, и. о. министра иностранных дел Югославии (1972), председатель Президиума Социалистической Республики Хорватии (1984—1985).

## Биография
В 1940 г. окончил коммерческую академию в Сплите. Участник Народно-освободительной войны. Член Коммунистической партии Югославии с 1942 г. В послевоенное время работал секретарем райкома в Сплите и секретарем Комитета по кинематографии правительства ФРНЮ.
Занимал различные ответственные должности:
- 1949 г. — посол в Албании,
- 1949—1951 гг. — заместитель Постоянного представителя Югославии в Совете безопасности ООН,
- 1951—1958 гг. — начальник департамента США и Великобритании МИД, министр-советник посольства в Великобритании, начальник департамента Азии МИД,
- 1958—1961 гг. — посол в Чехословакии,
- 1961—1963 гг. — начальник департамента Северной и Южной Америки, Великобритании и стран Содружества МИД,
- 1964—1965 гг. — секретарь Комитета по международному сотрудничеству и связям Федерального Совета Социалистического союза трудового народа Югославии,
- 1965—1969 гг. — посол в Румынии,
- 1969—1972 гг. — заместитель министра иностранных дел,
- 1972 г. — и. о. министра иностранных дел СФРЮ,
- 1972—1974 гг. — заместитель министра иностранных дел,
- 1974—1978 гг. — постоянный представитель СФРЮ в Организации Объединенных Наций,
- 1978—1989 гг. — член Президиума,
- 1984—1985 гг. — председатель Президиума Социалистической Республики Хорватии.